# توني ليو
توني ليو (بالصينية: 劉永) هو لاعب كاراتيه وممثل صيني، ولد في 7 فبراير 1952 بهونغ كونغ في الصين.

## أعمال

### أفلام
- (1971) الرئيس الكبير
- (1972) طريق التنين[1]

## وصلات خارجية
- توني ليو على موقع IMDb (الإنجليزية)
- توني ليو على موقع قاعدة بيانات الفيلم (الإنجليزية)